# История воздухоплавания
История воздухоплавания, как на воздушном, так и на газовом шаре, насчитывает много веков и включает в себя множество таких событий, как первый полёт человека, первый полёт через Ла-Манш, первую катастрофу, связанную с летательным аппаратом, и др.

## История воздухоплавания
Идея подняться на воздух, воспользовавшись громадным воздушным шаром, как путём сообщения, очень стара. Ещё с глубокой древности начались попытки, хотя большей частью тщетные.  Архип Тарентский изготовил голубя, который носился в воздухе с помощью механического приспособления.
Немец Саломон Идлер потерпел неудачу как пионер авиации в Аугсбурге. В своей первой и последней попытке полета с двумя самодельными крыльями на обеих руках он потерял контроль над своим самолётом и врезался в мост, который разрушился от силы удара. После неудачной попытки полета он сжег свое летное оборудование.
По сообщению французского миссионера Бассу, в Пекине, при вступлении на престол китайского императора Фо-киена в 1306 году, на воздух поднялся воздушный шар. Позже, Баттиста Данти в Перуджии, затем бенедиктинский монах Оливер Мальмесбури, равно как португалец Бартоломеу де Гусман строили летательные машины. Иезуит Франсис Лана после сочинения Галльени, построил в 1686 году громадный шар из жести, из которого выкачал воздух; он выдавал это приспособление за настоящий воздушный корабль. Только когда братья Монгольфье построили аэростат и когда такой шар, был наполнен нагретым воздухом, и поднялся (5 июня 1783 года в Аннонэ), и второй, построенный профессором Шарлем но наполненный водородом, тоже поднялся (27 августа 1783 года), тогда открылся путь к осуществлению настоящего воздухоплавания.

## Первые Аэростаты

### Аэростат Бланшара
Во Франции 1780-х воздухоплавание стало очень популярным, поддерживаемое стремлениями профессора Шарля и воздушными путешествиями Пилатра де Розье, который в сопровождении маркиза д’Арланда первый осмелился (21 ноября 1783) совершить воздушное поднятие. Поездка его длилась 25 минут, причём он достиг высоты 1000 метров. Его примеру последовали вскоре профессор Шарль и Робертс. 1 декабря 1783 года, поднявшись с парижского Марсова поля на высоту 2000 метров. Жан-Пьер Франсуа Бланшар предпринял 7 января 1785 года первое путешествие через море; он поднялся с утёсов Дувра и благополучно опустился на французском берегу, по другую сторону пролива Ла-Манш. Аэростат, устроенный Бланшаром и снабжённый вёслами, рулём и парашютом, не мог, по заявлению беспристрастных наблюдателей, производить самостоятельных движений, хотя Бланшар думал добиться этого (он даже назвал свой шар «летучим кораблем»).

### Аэростаты Тэйтлера и Лунарди
Первый британский полет на аэростате собственной конструкции осуществил шотландский аптекарь и энциклопедист Джеймс Тейтлер, 25 августа 1784 года в Эдинбурге, пролетев от оконечности парка Холирудского аббатства до пригородной деревеньки Ресталриг. 
Вслед за этим, 15 сентября 1784 года итальянский аристократ Винченцо Лунарди при содействии Джорджа Биггина предпринял успешный полет на гелиевом аэростате в Лондоне. Лунарди затем также предпринял несколько oпоказательных полётов 5 октября 1785 года в Эдинбурге и 23 ноября 1785 года в Глазго.

### Аэростат Шарля
Профессор Шарль усовершенствовал свою систему, снабдив свой шар клапаном для выпускания излишнего газа, так как в высших разреженных слоях воздуха газ, заключённый в шаре, сильно расширялся и грозил прорвать оболочку аэростата, делаемую большей частью из шёлка. Для большей безопасности шар окружали сеткой и стали брать с собой балласт, чтобы облегчить и регулировать поднятие и опускание; на случай неожиданного несчастия стали запасаться большими парашютами с диаметром почти в 6 метров (впервые применёнными в воздухоплавании Гарнереном в 1797 г.), а ввиду затруднений при опускании на землю ввели в употребление якорь. Однако, все ещё не доставало средства управлять аэростатом, то есть добиться независимости направления шара от воздушных течений, так как только при этом условии воздухоплавание может получить должное значение и сделаться верным средством сообщения.
Несмотря на это, попытки применить аэростат к рекогносцировочной службе начались очень рано: впервые лейтенант военных инженеров Мёнье представил Французской академии наук в 1783 году сочинение: «О применении аэростата для военных целей». Первое подобное применение графом де Валансом в 1793 году не имело надлежащего успеха. Однако, попытки не прекратились, и 2 апреля 1794 года правительство поручило капитану инженерного корпуса Кутеллю устроить Воздухоплавательную школу. В основанной вскоре в Мёдоне школе воспитанники обучались изготовлению аэростатов и обращению с ними. Под начальством Кутелля образовались два отряда так называемых аэростьеров. Шары приготовлялись из шёлка, покрытого лаком, и покрывались каучуковой верхней оболочкой. Подобные аэростаты были применены уже в 1794 году во время осады Мобежа, Шарльруа, Люттиха и при Флерю. Затем Кутелль появился с новым шаром в Рейнско-Мозельской армии, стоявшей перед Майнцем (в 1795 грду), но здесь его постигло несчастие, так как шар его был изорван бурей. Наполеон I расформировал после этого воздухоплавательные отряды. В 1812 году русские стали строить большие шары, из которых предполагалось бросать бомбы на неприятеля, но это не удалось. Во время осады Мальгеры (Венеции) в 1849 году австрийцы пустили бумажные шары, которые должны были засыпать город бомбами. Но попытка не удалась; шары, гонимые неблагоприятным ветром, приняли другое направление, и бомбы стали падать в австрийский лагерь. Наполеон III пытался в 1859 году, во время австрийско-итальянской войны, узнать расположение неприятельских войск при Сольферино. Для этой цели были снаряжены два воздухоплавателя, Годар и Надар.
Надару удалось снять на аэростате туманный фотографический снимок с поля битвы, Годар же не мог сообщить ничего существенного. Во время Американской войны, с 1861 до 1865 годы, армия северных штатов употребляла очень часто привязанные или прикреплённые шары (aérostats ballons captifs), чтобы следить за положением неприятеля в обширных лесах, где велась борьба, и за исходом битвы. Шары этого рода удерживаются на привязи по способу Жиффара с помощью очень крепкого каната. Поднимаясь, воздушный шар сам развивает канат. Свивание каната, то есть опускание шара, происходящее без выпускания газа, производится с помощью паровой машины. Вследствие большого веса и большого числа пассажиров, поднимательная сила, а следовательно и величина шара, должна быть очень велика; так, например, объём жиффаровского «ballon captif» в Лондоне в 1869 году и в Париже в 1878—1879 г. достигал 12 тыс. м³. Ладья аэростата, вроде омнибуса, вмещала 32 человека; канат был длиной в 650 м и весил около 3 т. Устроенная для этого шара арена имела в диаметре 175 метров и была окружена стенкой, обтянутой полотном.

### Привязной аэростат Жиффара
На парижской всемирной выставке 1889 г. два привязанных шара (ballons captifs) поднимались на высоту 1000 метров, и посетители выставки могли за определённую плату подняться на них для обозрения Парижа.

#### Военное использование
Во время Франко-прусской войны 1870—1871 года аэростаты многократно оказывали французам услуги, особенно во время блокады Парижа. В Париже и в Луарской армии привязанные шары часто употреблялись для разведывания неприятельских позиций, равно как и с немецкой стороны во время осады Страсбурга; однако, рекогносцировки с помощью привязанных аэростатов не дали вполне удовлетворительных, пригодных для практики результатов. Наоборот, с помощью свободно поднимающихся шаров удавалось перевозить известия и людей (например, известного депутата и оратора Гамбетту) из Парижа в департаменты, не занятые немецкими войсками; равным образом, с помощью почтовых голубей, взятых на аэростат, удалось послать известия из армии и от правительственной депутации в Туре к главнокомандующему в Париж.
Часть употребляемых воздушных шаров гибла (они сильно страдали от огня дальнобойного оружия и были хороши только в тихую погоду), но всё же полученные результаты были очень вескими; и после окончания войны 1870—1871 годах военными инженерами уже всех стран аэростаты испытывались на пригодность военным целям. Было предложено подавать с аэростатов сигналы войскам. Применение телефона к воздушным рекогносцировкам испытывалось и в российской армии, принеся удовлетворительные результаты: привязанный шар соединяли со штаб-квартирой или с наблюдательным отрядом посредством телефона, так что наблюдатель на шаре мог непрерывно сообщать обо всех движениях неприятельских отрядов.

#### Аэростат сигаровидной формы
После Франко-прусской войны 1870—1871 годов все воздухоплавательные общества, в особенности парижское, с большим усердием занялись поиском способа управления аэростатом, чтобы сделать его пригодным для практических целей. Первая рациональная попытка в этом направлении была сделана ранее, в 1852 году, Анри Жиффаром, построившим шар сигаровидной формы, длиной 44 метра и диаметром 12 м, снабжённый винтом, приводившимся во вращение паровой машиной.

## Дирижабли
Изобретателем дирижабля считается[кем?] Жан Батист Мари Шарль Мёнье. Дирижабль Мёнье должен был быть сделан в форме эллипсоида. Управляемость должна была быть осуществлена с помощью трёх пропеллеров, вращаемых вручную усилиями 80-и человек. Изменяя объём газа в аэростате путём использования баллонета, можно было регулировать высоту полёта дирижабля, поэтому он предложил 2 оболочки — внешнюю основную и внутреннюю. Дирижабль конструкции А. Жиффара, который позаимствовал эти идеи у Мёнье более, чем полвека спустя, совершил первый полёт только 24 сентября 1852. Такая разница между датой изобретения аэростата (1783) и первым полётом дирижабля объясняется отсутствием в то время двигателей для аэростатического летательного аппарата.

### Дирижабль Жиффара
Жиффар поднялся на этом шаре, вмещавшем 2500 м³ газа, 24 сентября 1852 года с парижского ипподрома и, несмотря на довольно сильный ветер, стал делать разные повороты и боковые движения с помощью винта и особого руля; он спустился благополучно у Траппа на землю. Инженер Дюпюи де Лом повторил в 1872 году опыты Жиффара и пришёл к убеждению, что для осуществления управления воздушным шаром прежде всего необходимо устранить изменения оболочки шара, то есть спадание, затем шару следует придать сплюснутую форму, и наконец, необходимо по возможности тесно соединить между собой все отдельные части воздушного аэростата, то есть шар, ладью его. Соблюдения первого условия Дюпюи де Лом достиг, придав главному шару ещё другой малый шар, который с помощью особого клапана снабжался из гондолы воздухом, лишь только газ убывал из шара, и этот последний начинал опускаться; приток воздуха снова раздувал шар (идея Мёнье).
Циолковский писал:

Старинный дирижабль Жиффара (1852 год) — сгораемый, мягкий, без воздушных отделений, с изменяющимся объёмом, с паровым двигателем, воздушным винтом, рулями и предохранительным клапаном. Преимущество его в том, что оболочка с газом, свободно расширяясь и сжимаясь, сохраняет свою подъёмную силу неизменной на всякой высоте и при всяком изменении температуры и давлении атмосферы. (При этом необходимо, чтобы вне и внутри дирижабля температура и давление были одинаковы или приблизительно одинаковы, разность температуры должна быть неизменной. Первое условие соблюдается, пока аэростат не надуется до отказа. Разность же температур то увеличивается, то уменьшается. От действия солнца разность увеличивается, а когда солнце скрывается за облака эта разность убывает. Отсюда первый недостаток такого мягкого дирижабля, заключающийся в том, что в зависимости от погоды дирижабль то падает, то устремляется в высь.
— s:Дирижабль, стратоплан и звездолёт как три ступени величайших достижений СССР (Циолковский)

### Дирижабль Дюпюи де Лома
Дюпюи де Лом построил свой шар овальной формы, длиной в 36 м и вместимостью в 3564 м³. К лодке, шириной в 6 м и длиной в 3 метра, приделан был винт, состоящий из четырёх крыльев, каждое шириной около одного метра. Крылья были обтянуты шёлковой тафтой. Винт делал 21 оборот в минуту и приводился в движение четырьмя людьми. При этой скорости винта, шар делал самостоятельно 2,22 м/с. Если винт вращали 8 человек, средняя скорость его достигала 28—32 оборотов, и шар двигался с быстротой 2,28 м/с. Кроме того, между ладьёй и шаром аэростата был помещён треугольный, в 5 метров высоты, парус, игравший роль руля. Парус этот с помощью мачты, укреплённой в неподвижной точке опоры, мог быть установлен в любом положении. Двойная верёвочная сетка окружала весь этот воздушный корабль. Пробное поднятие, состоявшееся 2 февраля 1872 года, с Форта-неф в Венсенне было очень благоприятно для изобретателя. Руль действовал, несмотря на ветер. Шар мог пройти в среднем 10 км/ч. Испытание дало заранее предвиденный результат, что есть возможность двигаться против ветра, скорость которого меньше скорости аэростата. Если ветер был сильнее самостоятельного движения шара, руль бездействовал. Инженер Гаенлейн в Майнце выстроил в 1872 году аэростат, в виде удлинённого тела вращения, с заострёнными концами, с четырёхкрылым винтом и с рулём, но вместо человеческой силы он употребил леноаровскую газовую машину в 3,6 л. с. и весом в 233 кг.

### Дирижабль Генлейна
Этот аэростат имел внутри также маленький компенсационный шар системы Мёнье. Для того, чтобы смягчить и уменьшить толчок при опускании шара на землю, внизу ладьи помещено было особое приспособление. Быстрота Гаенлейновского аэростата, выстроенного на средства капиталистов, во время опытов в Брунне, достигла максимальной величины около 5 м/с. Руфус Портер в Нью-Йорке и Мариотт в Сан-Франсиско делали также попытки устроить воздушный шар, которым можно бы было управлять. Капитан Темплер в Англии хотел достичь возможности путешествовать в любом направлении, исследуя на разных высотах воздушные течения (подобное предложение сделано ещё Монгольфьерами), чтобы пользоваться ими согласно желаемому направлению. Вследствие крайне частых и быстрых перемен этих течений, оказалось крайне затруднительным исследовать и утилизировать эту сторону дела. Все прежние попытки добиться управления шаром с помощью парусов были отвергнуты, когда было установлено, что главным условием управления шаром есть собственное движение его. Руль бездействует, лишь только ветер подхватывает и несёт с собой воздушный шар с равной скоростью и в одинаковом направлении с течением воздуха; поэтому парус у лодки, который должен был бы придать направление, под влиянием течения воздуха бездействует. Задачей воздухоплавания является добиться управления шаром посредством особых воздушных крыльев, воздушного винта и подвижного руля.
Вопрос воздухоплавания, если допустить возможность управления аэростатом, зависит и связан всецело с изобретением особого пригодного для воздухоплавания двигателя, возможно лёгкого и сильного. До 1881 года употреблялись, не считая винта ручного вращения, применённого Дюпюи де Ломом, паровые или газовые двигатели, оказавшиеся слишком тяжёлыми и опасными в пожарном отношении. С изобретением аккумуляторов, этих резервуаров электрической энергии, немедленно явились попытки применить электрические двигатели (динамо-машины), которые несравненно легче и безопаснее паровых и газовых двигателей.
Гастон Тиссандье в 1881 году сделал первый подобную попытку и применил для этой цели динамо-машину Сименса как двигатель и батарею аккумуляторов Планте как источник движущей силы. Винт соединён был с машиной зубчатыми колёсами и делал от 120 до 180 оборотов в минуту. После различных опытов Тиссандье удалось (летом в 1884 году) достигнуть скорости движения 3 м/с на шаре, наполненном водородом. При скорости течения воздуха большей трёх метров шар не мог двигаться против ветра. Можно сказать вообще, что в тихую погоду каждый шар, снабжённый двигателем, винтом и рулём, будет двигаться в любом желаемом направлении. Против ветра он пойдёт в том случае, если скорость его самостоятельного движения больше скорости воздушного течения. При движении против ветра аэростат может лавировать совершенно аналогично тому, как лавирует корабль против течения.
Сравнительно удачных результатов достигли двое французских офицеров — Шарль Ренар и Артур Кребс, заведующие отделом французского военного воздухоплавания, производившие опыты с аэростатом в Париже 9 августа 1884 года. Их аэростат, приготовленный в военных мастерских в Шале-Медоне, имел, по докладу Герве-Мангона в заседании 18 августа 1884 года Французской академии наук, 50 м длины и 8,4 м в диаметре (в наибольшем разрезе); по своей форме он представлял тело вращения с несимметрическими концами. Маленький шар, помещённый внутри большого, давал возможность держать последний постоянно раздутым в одинаковой степени. Двигателем служила небольшая, сравнительно очень лёгкая динамо-электрическая машина, незаметная даже снаружи, которая приводила в движение винт. Батарея аккумуляторов питала машину. Двигатель мог развить 3,5 л. с., но всей этой силой не пользовались.

### Дирижабль Ренара и Кребса
Следующий технологический прорыв был совершён в 1884, когда был осуществлён первый полностью управляемый свободный полёт на французском военном дирижабле с электрическим двигателем La France Шарлем Ренаром и Артуром Кребсом. Длина дирижабля составила 52 м, объём — 1 900 м³, за 23 минуты было покрыто расстояние в 8 км при помощи двигателя мощностью 8,5 л. с.
Этот Дирижабль поднялся с Ренаром и Кребсом вблизи Медона, при полном безветрии, и полетел сперва к Ю, находясь на высоте 300 м от земли. Шар двигался со скоростью около пяти метров в секунду. В Вилла-Кублэ, в четырёх км от Медона, воздухоплаватели повернули назад, описав полукруг диаметром в 300 метров, и стали двигаться обратно к Медону. Вблизи этого места они повернули немного влево, чтобы достигнуть Шале, и, после немногих поворотов машины, прибыли обратно, на место отправления. Поездка совершена была с полной правильностью и продолжалась 23 минуты, аэростат прошёл в это время около 7,6 км. Нельзя считать, однако, что эти опыты решили вполне задачу воздухоплавания, — управление аэростатом, так как они производились при полном затишье, и так как достигнутая скорость пяти метров в секунду (то есть 18 км/ч) далеко не достаточна для того, чтобы превозмочь силу даже умеренного ветра, имеющего скорость 30 км/ч. Насколько важно воздухоплавание для военных целей, доказывает то обстоятельство, что французы снабдили отрядом воздухоплавателей в 1884 году свои войска, отправленные в Тонкинскую экспедицию.
В начале апреля 1890 года двое французских техников, Буассэ и Лэнека, пригласили представителей парижской печати в залу «Конференций» для сообщения им некоторых подробностей относительно совместно изобретённого ими нового воздушного шара. Их аэростат имел рыбовидную форму; посредством употребления смешанных газов изобретатели нашли возможность держаться в воздушном пространстве очень долгое время без малейшей потери газа. Аэростат Буассэ и Лэнека, по словам изобретателей, сохраняя свою подъёмную силу во всех слоях атмосферы, не требует ни клапана, ни балласта. Двигатель в сто лошадиных сил, приводимый в движение газами, употребляемыми для наполнения шара, сообщал быстрое вращение винту, устроенному в передней части ладьи. Главное достоинство этого шара заключается в устойчивости, сохраняемой им в атмосферном пространстве на всевозможных высотах. Изобретатели утверждали, что они решили вопрос об управлении воздушным шаром и намерены были приступить в скором времени к производству соответственных опытов.

## В России
В XIX в. во всех странах усердно разрабатывался вопрос воздухоплавания. Существуют целые воздухоплавательные общества, выпускались периодические издания, как, напр., «L’Aéronaute», издавашийся в Париже.
Согласно Г. А. Сломянскому, опубликовавшему в конце 1962 года историческое исследование вех российского воздухоплавания, именно русским воздухоплавателям принадлежит первенство в изобретении и внедрении в практику воздухоплавания авиационных приборов как таковых и конкретно таких приборов как автопилот, акселерометр и изобретение инерциальной системы навигации: в 1804 году в России впервые были использованы авиационные приборы в ходе полёта на воздушном шаре, первый автопилот был продемонстрирован русскими воздухоплавателями международному научному сообществу на Всемирной выставке в Вене в 1873 году, а первый акселерометр сконструирован ими в 1915 году.
В России воздухоплавание в XIX в. сделало большие успехи. Одним из первых русских воздухоплавателей был военный врач И. Г. Кашинский, совершивший полёт на воздушном шаре над Москвой 6 октября 1805 года. Кроме военного воздухоплавательного отряда на Волковом поле, где каждый год совершались полеты и делались разные новые опыты, при Техническом обществе образовался новый VII воздухоплавательный отдел, который насчитывал много членов. Русские аэронавты оказали значительные услуги воздухоплаванию, как, например, Михаил Рыкачёв, Александр Кованько и др. Летом (1890) производились поднятия шаров VII отдела Общества.

## Цеппелин
С 1898 по 1905 годы Сантос-Дюмон построил и совершил полёты на 11 дирижаблях. Некоторые из них были оснащены двигателем, другие приводились в движение педалями. Для того, чтобы выиграть Немецкий приз, Сантос-Дюмон принял решение о постройке большого дирижабля, который получил номер 5. 8 августа 1901 во время одного из подъёмов его дирижабль потерял водород. Он начал спускаться и не смог миновать крыши отеля Трокадеро. Произошёл большой взрыв. Сантос-Дюмон пережил взрыв и избежал гибели, повиснув в гондоле со стороны входа в гостиницу. Ему помогли подняться на крышу без каких-либо травм.
Наибольшим его достижением в воздухоплавании стал выигрыш Немецкого приза (фр. Deutsch de la Meurthe). Для этого он должен был пролететь от парка Сен-Клод до Эйфелевой башни и обратно менее чем за тридцать минут. Победитель приза должен был поддерживать среднюю скорость относительно земли не менее 22 км/ч для того, чтобы покрыть расстояние 11 км в обе стороны за отведённое время.
19 октября 1901 года после нескольких попыток Сантос-Дюмон достиг поставленной задачи на дирижабле Сантос-Дюмон номер 6. Альберто Сантос-Дюмон на своём аппарате облетел со скоростью чуть более 20 км/ч Эйфелеву башню. позднее, в течение нескольких десятилетий, дирижабль стал одним из самых передовых транспортных средств. В то же самое время, когда мягкие дирижабли начали завоёвывать признание, развитие твёрдых дирижаблей также не стояло на месте. Впоследствии именно твёрдые дирижабли смогли переносить больше груза, чем самолёты, в течение многих десятилетий. Конструкция таких дирижаблей и её развитие связаны с немецким графом Фердинандом фон Цеппелином.
Строительство первых дирижаблей-Цеппелинов началось в 1899 на плавающем сборочном цехе на Боденском озере в Заливе Манзелл, Фридрихсхафен. Он было предназначено для того, чтобы упростить процедуру старта, поскольку цех мог плыть по ветру. Опытный дирижабль «LZ 1» (LZ обозначало «Luftschiff Zeppelin») имел длину 128 м, на нём были установлены два двигателя Даймлер мощностью 14.2 л. с. (10.6 кВ) и балансировался путём перемещения веса между его двумя гондолами.
Первый полёт Цеппелина состоялся 2 июля 1900 года. Он продолжался в течение всего 18 минут, поскольку LZ 1 был вынужден приземлиться на озеро после того, как механизм балансирования веса сломался. После ремонта аппарата технология жёсткого дирижабля успешно была испытана в последующих полётах, побив рекорд скорости на 6 м/с французского дирижабля Франция на 3 м/с, но этого ещё было недостаточно для привлечения значительных инвестиций в дирижаблестроение. Это произошло через несколько лет, в результате граф получил необходимое финансирование.
В 1910 году компанией DELAG была открыта первая в мире воздушная пассажирская линия Фридрихсхафен—Дюссельдорф, по которой курсировал дирижабль «Германия».

Важным событием для современной истории воздухоплавания можно считать полёт на тепловом аэростате Фёдора Конюхова и Ивана Меняйло, который состоялся 24 января 2016 года. Российские путешественники установили мировой рекорд по продолжительности полёта на тепловом аэростате, пролетев в воздухе 32 часа 20 минут. Предыдущий рекорд был установлен американцев Уильямом Басси (29 часов и 15 минут) и держался более 20 лет.
- дирижабль «LZ 4»
- 1916
- Открытка 1908 года, на которой изображён цеппелин LZ 4 и плавучий эллинг на Боденском озере

## XX век
Кроме воздухоплавания, основанного на удельной лёгкости аэростата, стали подумывать также об осуществлении его с помощью летательных машин, которые были бы удельно тяжелее воздуха, но удерживались бы в нём и летали с помощью динамического усилия. Соответственно этому воздухоплавание имело два главных направления (до начала 1920-х годов термин «воздухоплавание» обознал передвижение по воздуху вообще):
- воздухоплавание с помощью аэростатов, или шаров, которые удельно легче воздуха, уже осуществлённое (Aéorostation);
- авиацию, дающую возможность подняться и удерживаться в воздухе.

К сторонникам первого направления принадлежали практики-воздухоплаватели XIX века. Сторонниками авиации, или авиаторами, являлись все теоретики-воздухоплаватели, главным образом математики, инженеры, физиологи и технологи. Их научные работы по воздухоплаванию крайне важны также для сторонников аэростатов, так как они основываются на сопротивлении воздуха и воздушном винте. Большая трудность осуществления планов авиаторов состояла в том, что в XIX веке ни их летательные тела, ни двигатели не мог быть выстроены столь лёгкими, как того требует расчёт. Д. И. Менделеев, в своём сочинении «О сопротивлении жидкостей и о воздухоплавании», составляющем ценный вклад в литературу по этому вопросу, склоняется к мнению, что аэростат надёжнее, ближе в цели, чем летательные машины. Он говорил, что изучение истории дела воздухоплавания, личные опыты и соображения убедили его, с одной стороны, в возможности будущего успеха, а с другой — в необходимости для овладения воздушным океаном ещё многих предварительных исследований и попыток, преимущественно при помощи аэростатов. Далее, он находил что Россия для опытов удобнее других стран, у которых много берегов водного океана, между тем как в нашем отечестве береговая линия ничтожна сравнительно с занимаемым им громадным пространством. Мнение о преимуществе аэростатов было высказано в 1880 году, в следующем же (1881) году Тиссандье устроил свой аэростат с электрическим двигателем. Опыты Кребса и Ренара и многих других в XIX веке показали, что этот вопрос поставлен рационально.